# Vincas Grigaliūnas-Glovackis
Vincas Grigaliūnas-Glovackis, Vincas Glovackis (ur. 9?/21 sierpnia 1885 w Jeźnie, zm. 16 maja 1964 w Tunja) – litewski oficer, jeden z twórców litewskiego wojska w 1918 roku, generał.

## Biografia
Vincas urodził się 9 sierpnia?/21 sierpnia 1885 roku. Jeszcze jako dziecko przygotowywał dzieci szlacheckie do pierwszej klasy gimnazjum. Następnie pracował jako asystent nauczyciela w szkole ludowej w Birsztanach oraz jako asystent pisarza gminnego w Jeźnie. W 1902 roku rozpoczął naukę w gimnazjum w Grodnie, pobierał również prywatne korepetycje, dzięki którym już w 1904 roku mógł zdawać egzaminy po czwartej klasie gimnazjum. Przystąpił do nich w trybie eksternistycznym w Szkole Realnej w Białymstoku. W tym samym roku rozpoczął edukację w Wileńskiej Szkole Junkrów Piechoty. Ukończył ją w 1907 roku jako portupej-junker z awansem do stopnia podporucznika i został skierowany do 7 Turkiestańskiego Batalionu Strzelców.
Po przybyciu we wrześniu 1907 roku do Samarkandy, gdzie mieścił się sztab oddziału, został przydzielony do 5 kompanii stacjonującej w Dżyzaku. W 1910 roku przeprowadzono reformę turkiestańskich oddziałów piechoty, a Glovackis został przeniesiony do stacjonującego w Czardżuju pod Bucharą 6 Turkiestańskiego Pułku Strzelców. W 1912 roku zdał eksternistyczny egzamin maturalny w samarkandzkim gimnazjum. Po wybuchu I wojny światowej razem z 1 Turkiestańskim Korpusem Armijnym został skierowany na rosyjski front zachodni. Brał udział w działaniach wojennych na terenie Prus Wschodnich i Polski, m.in. pod Augustowem, podczas których był trzykrotnie ranny. Po wyleczeniu, w styczniu 1916 roku uznany za częściowo zdolnego do dalszej służby, bez możliwości udziału w bezpośrednich działaniach wojennych, w związku z czym został skierowany do pracy w sztabie 4 armii. Pod koniec 1916 roku wraz z nią został przeniesiony na front rumuński, gdzie pozostawał do grudnia 1917 roku, piastując różne stanowiska w sztabach kolejno 4, 7 i 8 armii. W grudniu 1917 roku, po wybuchu rewolucji bolszewickiej, Glovackis odszedł z wojska i rozpoczął pracę w Litewskim Komitecie Wysiedleńczym w Połtawie.
29 października 1918 roku przybył do Wilna, gdzie 1 listopada po tajnej naradzie Komisji Obrony zlecono mu utworzenie 1 Pułku Piechoty. Zgodnie z dokumentami do Litewskich Sił Zbrojnych jako ochotnik wstąpił 10 listopada. Był jego dowódcą i formował go w pełnej konspiracji przed Niemcami, aż do 23 listopada, kiedy to wydano oficjalny rozkaz utworzenia pułku i powołania pułkownika Jonaas Galvydisa-Bykauskasa na jego dowódcę. 7 grudnia został przeniesiony do nowo utworzonego 2 Pułku Piechoty, powierzając mu kierowanie sprawami gospodarczymi, zaś 24 grudnia powołano go na dowódcę pułku. 4 marca został zwolniony ze służby, jednak 4 maja przywrócono go na stanowisko dowódcy 2 pułku piechoty. Razem ze swoim pułkiem od maja do października 1919 roku walczył przeciwko bolszewikom, biorąc udział w operacji wyzwolenia Poniewieża, wyzwalając Abele i Rakiszki oraz walcząc na Łotwie. Następnie od października do grudnia uczestniczył w działaniach przeciwko białogwardyjskim wojskom Bermondta.
18 marca 1920 roku został mianowany oficerem do spraw specjalnych przy naczelnym dowódcy sił zbrojnych. 3 lipca zmienił nazwisko na Grigaliūnas-Glovackis. 23 sierpnia został dowódcą 2 Dywizji Piechoty. Był przeciwny planowanej przez wiceministra obrony narodowej i dowódcy wojsk lądowych plk. ltn. Kazysa Ladigę operacji sejneńsko-augustowskiej. Mimo to został odwołany ze stanowiska dowódcy dywizji 23 września po przegranej bitwie pod Sejnami i przeniesiony na stanowisko oficera do spraw specjalnych przy ministrze obrony narodowej. W okresie pomiędzy 23 stycznia 1924 a 30 października 1925 pełnił obowiązki tymczasowego szefa wydziału mobilizacji przy Sztabie Generalnym Sił Zbrojnych, po czym powrócił na poprzednie stanowisko w ministerstwie obrony narodowej. 13 sierpnia 1926 roku został przymusowo przeniesiony do rezerwy, a w listopadzie aresztowany za publikowanie radykalnie prawicowej gazety Tautos valia. Tuż po wojskowym zamachu stanu w grudniu 1926 roku został zwolniony z aresztu i już 24 grudnia ponownie wcielony do wojska na poprzednie stanowisko. 10 lutego 1927 roku został awansowany na stopień generała porucznika.
W 1930 roku ukończył dwa kierunki prowadzone na Wydziale Prawa Uniwersytetu Witolda Wielkiego: prawo – 24 czerwca i ekonomię – 13 września. 18 stycznia 1934 roku został awansowany do stopnia generała i przeniesiony do rezerwy. Po opuszczeniu wojska pracował jako adwokat. Po zajęciu Litwy przez Związek Radziecki ukrywał się na terenie Białorusi pracując w kołchozie. Po ataku Niemiec na ZSRR wrócił do Kowna. W 1944 roku wraz z rodziną przeniósł się na terytorium Niemiec, następnie do Belgii, by ostatecznie w 1949 roku wyemigrować do Kolumbii. Współpracował z takimi wydawnictwami jak Karys, Kardas, czy Mūsų žinynas.
Vincas Grigaliūnas-Glovackis zmarł w wieku 78 lat 16 maja 1964 roku w mieście Tunja w Kolumbii.

## Rodzina
Vincas Grigaliūnas-Glovackis był żonaty z Wandą Helidurą z d. Rusecką (lit. Vanda Heliudora Ruseckaitė). Miał z nią dwie córki Birutę i Pajautę oraz syna Giedymina.

## Awanse
- podporucznik (подпоручики) – 2 sierpnia 1907 (ze starszeństwem z dniem 24 marca 1906)[3]
- porucznik (поручик) – 1912[6]
- sztabskapitan (штабс-капитан) – 20 września 1914[6]
- kapitan (капитан) – 10 stycznia 1917[11]
- pułkownik (pulkininkas) – 18 października 1919[11]
- generał porucznik (generolas leitenantas) – 10 lutego 1927[11]
- generał (generolas) – 18 stycznia 1934[11]

## Odznaczenia

### Przed 1918 rokiem
- Złota Broń Świętego Jerzego[a] (Cesarstwo Rosyjskie, 1915)[20][21],
- Order Świętego Włodzimierza IV klasy z mieczami i kokardą (Cesarstwo Rosyjskie, 1915)[20][18],
- Order Świętej Anny IV klasy z napisem „Za Męstwo” (За храбрость) (Cesarstwo Rosyjskie, 16 czerwca?/29 czerwca 1915)[22][18],
- Order Świętego Stanisława III klasy z mieczami i kokardą (Cesarstwo Rosyjskie, 28 czerwca?/11 lipca 1915)[23][18],
- Order Świętej Anny III klasy z mieczami i kokardą (Cesarstwo Rosyjskie, 12 lipca?/25 lipca 1916)[24][18],
- Order Świętej Anny II klasy (Cesarstwo Rosyjskie)[18],
- Order Świętego Stanisława II klasy (Cesarstwo Rosyjskie)[18],

### Po 1918 roku
- Order Krzyża Pogoni V klasy[h] (Litwa, 1919)[18][10],
- Order Wielkiego Księcia Giedymina II klasy (Litwa, 7 marca 1928)[18][25],
- Medal Niepodległości Litwy (Litwa, 15 maja 1928)[18][25],
- Order Krzyża Pogoni IV klasy[i] (Litwa, 23 listopada 1928)[18][25],
- Medal Ochotników Założycieli Wojska Litewskiego (Litwa, 28 stycznia 1929)[18][25],
- Medal 10 Rocznicy Wojny Niepodległościowej (Łotwa, 1930)[18][26]